# ماريك سابارا
ماريك سابارا (بالسلوفاكية: Marek Sapara)‏ (مواليد 31 يوليو 1982 في دوردوشيك) لاعب كرة قدم سلوفاكي يلعب حاليا لصالح نادي أنقرة غوجو التركي.

## روابط خارجية
- ماريك سابارا على موقع الاتحاد الدولي (مؤرشف)  (الإنجليزية)
- ماريك سابارا على موقع الاتحاد الأوربي (الإنجليزية)
- ماريك سابارا على موقع اتحاد النرويج (النرويجية)
- ماريك سابارا على موقع اتحاد تركيا (لاعب) (الإنجليزية)
- ماريك سابارا على موقع قاعدة بيانات كرة القدم.إي يو (الإنجليزية)
- ماريك سابارا على موقع ناشيونال فوتبول تيمز (الإنجليزية)
- ماريك سابارا على موقع Soccerway.com (الإنجليزية)
- ماريك سابارا على موقع عالم كرة القدم.نت (الإنجليزية)
- ماريك سابارا على موقع كووورة